# Panthère noire (comics)
Pour les articles homonymes, voir Panthère noire, Panthère et Black Panther.
T'Challa, alias la Panthère noire (« Black Panther » en version originale) est un super-héros évoluant dans l'univers Marvel de la maison d'édition Marvel Comics. Créé par le scénariste Stan Lee et le dessinateur Jack Kirby, le personnage de fiction apparaît pour la première fois dans le comic book Fantastic Four (vol. 1) #52 en juillet 1966.
Premier super-héros noir dépeint dans les comics, la Panthère noire précède de quelques années des super-héros afro-américains comme le Faucon (1969), Luke Cage (1972), le Green Lantern John Stewart (1971) ou Black Lightning (1977).
Le personnage est généralement représenté comme le roi et le protecteur du Wakanda, une nation africaine fictive. Il vit ses propres aventures dans les comics Jungle Action (en) en 1972, avant d'obtenir sa série personnelle Black Panther en 1977. Il porta pendant quelque temps le nom de Black Leopard, avant de retrouver son nom de code original.
En France, T'Challa est initialement nommé Pantherman dans les publications d'Arédit/Artima, avant que son pseudonyme soit durablement traduit par « la Panthère noire » dans les périodiques des éditions Lug à partir de l'album Les Fantastiques no 3 (1974).

## Historique de la publication
En 1954, le magazine de comics Jungle Tales (en) d'Atlas Comics (nom utilisé par Marvel Comics à l'époque) présente le héros « Waku, le prince Bantu »,, assez révélateur de l'ancrage sociétal des histoires de Marvel, ici en référence au mouvement pour les droits civiques, alors en pleine actualité.
En juillet 1966, quand il crée le personnage de la Panthère noire, le scénariste Stan Lee s'inspire du nom d'un bataillon de chars de la Seconde Guerre mondiale, le 761e Tank Battalion,. Apparu dans les pages de la série sur les Quatre Fantastiques, la Panthère noire assure ensuite les seconds rôles dans des aventures de Captain America puis régulièrement dans celles des Vengeurs.
Il vit ses propres aventures dans les comics Jungle Action (en) en 1972, avant d'obtenir sa série personnelle Black Panther en 1977.
Stan Lee et Jack Kirby font de la Panthère noire non pas un Américain, mais un authentique Africain dont le royaume est à la pointe de la science. Ce héros, inhabituel à cette époque, valorise les Africains et marque les jeunes lecteurs noirs. L'aura du personnage a peut-être une part, à l'époque, dans la dénomination de l'organisation Black Panther Party, créée en octobre 1966. Quoi qu'il en soit, l'ascension de ce mouvement radical contraint Marvel à renommer pour un temps son personnage en « Black Leopard » (le Léopard noir). Le personnage reprend ensuite son nom original de Panthère noire.

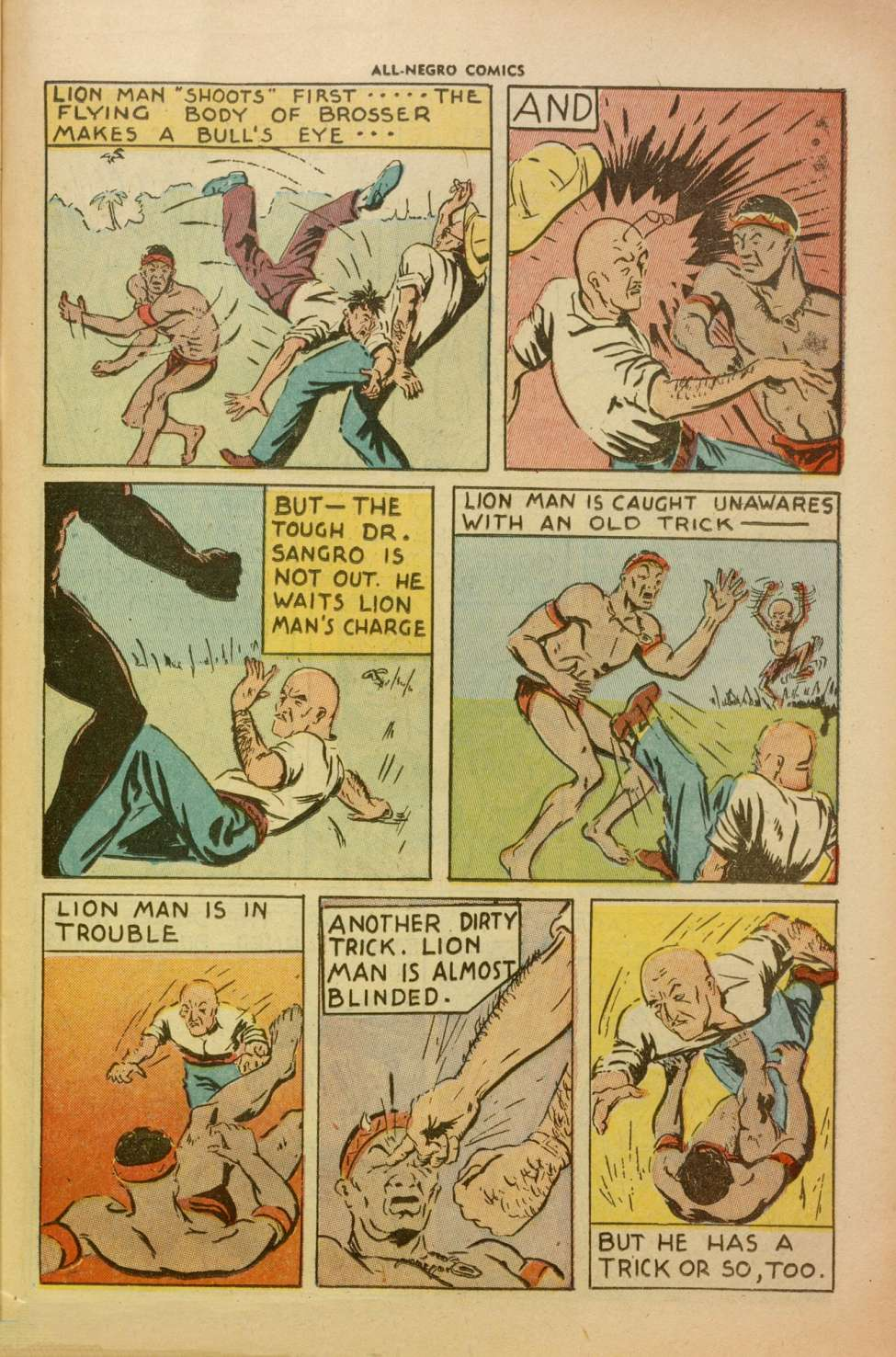
Le personnage de Lion Man sur une planche du magazine All-Negro Comics (1947).

Le personnage a marqué les esprits d'abord parce qu'il était noir. Ce n'était pas inédit dans le monde des comics, 20 ans avant sa création, il existait déjà un personnage similaire appelé Lion Man dans le magazine All-Negro Comics.
En 2000-2001, le scénariste Christopher Priest et les dessinateurs Sal Velluto et Bob Almond réalisent une série mensuelle sur le super-héros (traduite en Séduction de l'innocent pour la version française en 2001).
À partir de février 2005, la Panthère noire commence de nouvelles aventures, orchestrées par Reginald Hudlin et dessinées par John Romita Jr., censées redéfinir le personnage.
En 2016, après les Guerres Secrètes dans la toute nouvelle phase éditoriale All-New All-Different Marvel, la Panthère noire a de nouveau son propre magazine, écrit par l'auteur Ta-Nehisi Coates. Le titre reçoit un bon accueil de la part du public, obtenant les meilleures ventes de l'année. Le succès du magazine solo permet à Marvel de lancer deux autres séries : Black Panther: World of Wakanda, élargissant l'univers de la nation africaine du Wakanda tout en approchant de nouveaux personnages féminins mis en en évidence dans la série en tant que personnages centraux ; et Black Panther and the Crew avec un récit sur un complot impliquant plusieurs héros noirs. Cette dernière série est annulée après six numéros.
En 2017, l'auteur de science-fiction futuriste africaine Nnedi Okorafor prend en charge la série Black Panther: Long Live the King.
En février 2018, Christopher Priest, Don McGregor et Reginald Hudlin contribuent chacun avec une histoire pour le Black Panther Annual #1.

## Biographie du personnage
T'Challa est le prince héritier du Wakanda, un royaume imaginaire situé en Afrique centrale. Très avancé technologiquement, le Wakanda est le seul endroit au monde où existent des mines de vibranium, le métal si spécial dans l'univers Marvel. Le Wakanda garde par ailleurs un mode de vie traditionnel et reste coupé du monde extérieur.
À la mort de son père T'Chaka (simple homonyme du roi zoulou Chaka) tué par Klaw, T'Challa devient à son tour roi et endosse le costume de la Panthère noire. Il brise l'isolationnisme de son pays en demandant l'aide des Quatre Fantastiques pour vaincre le super-vilain Klaw,.
Captain America est approché par la Panthère Noire pour lutter contre un groupe d’envahisseurs. Aidés par l'Agent 13 qui détruit l'installation du baron Zémo, Captain America l'attrape et le démasque. Révélant qu'il n'était pas le baron Zemo, mais le pilote de son avion le jour de sa mort, les soldats, stupéfaits, l'abattent. Avant qu'ils ne puissent agir davantage, T'Challa se démasque et leur révèle qu'il est le roi du Wakanda. Captain America, l'Agent 13 et la Panthère Noire (acceptant de rejoindre les Vengeurs à la place de Captain America) quittent le Wakanda pour les États-Unis.
A la suite, la Panthère noire intègre l'équipe des Vengeurs, dont il reste un membre de réserve. Il assure également la représentation du Wakanda aux Nations unies. 
Il a pendant un temps été marié avec la jeune Ororo Munroe, alias Tornade des X-Men,.
Dans la période récente, il a repris sa liberté pour assumer pleinement ses prérogatives royales.

## Famille
Source : Marvel-world.com
- T'Chaka (père, décédé)
- N'Yami (mère, décédée)
- Ramonda (mère adoptive, deuxième épouse de T'Chaka)
- Ororo Munroe (Tornade, ex-épouse)
- Shuri (la Panthère noire, sœur)
- Jakarra (demi-frère, décédé)
- Hunter (le Loup blanc, frère par adoption)
- T'Chanda aussi connu sous le nom Azzari le Sage[15] (la Panthère noire, grand-père paternel, probablement décédé)
- Nanali (grand-mère maternelle, décédée)
- S'yan (oncle)
- Olumo Bashenga[16] (la Panthère noire, ancêtre, décédé)
- Mosi (la Panthère noire, ancêtre, décédé)
- Ishanta, Joshua Itobo, Khanata, M'Koni Wheeler, Zuni (cousins)

## Pouvoirs, capacités et équipement

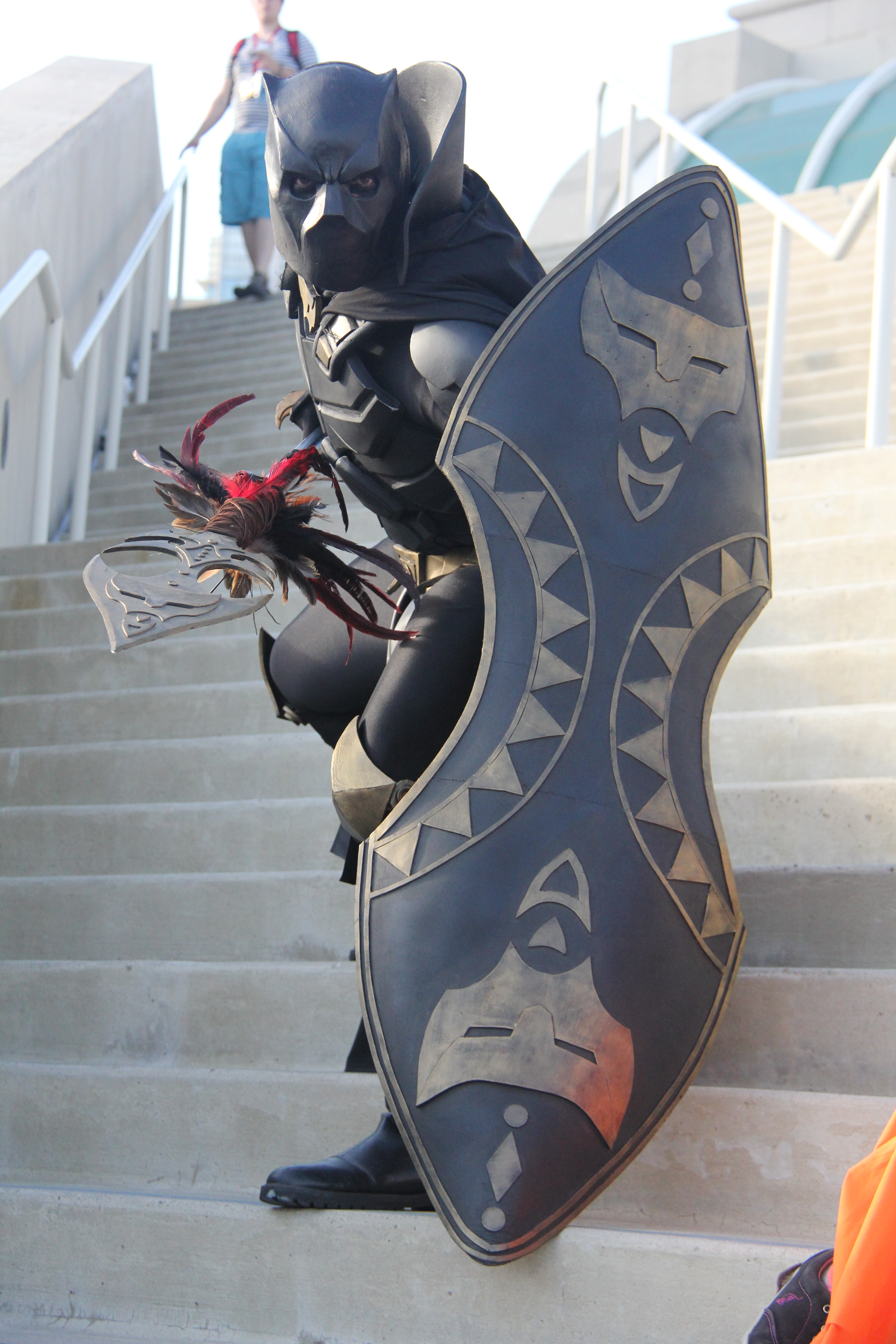
Cosplay de la Panthère noire.

Le culte de la Panthère noire fait son apparition très tôt dans l'histoire du Wakanda. L'homme détenant le titre de Panthère noire est quasiment à chaque fois le chef des Wakandais. Le premier d’entre eux est Bashenga. T’Challa est la dernière Panthère noire en date.
Chaque nouvelle Panthère noire doit partir à la quête d’une herbe en forme de cœur qui ne pousse que sur le Mont Kanda. Le futur souverain doit manger cette plante, qui lui apporte des capacités surhumaines et un lien « mystique » avec le Dieu-Panthère.
- En tant que Panthère noire, T’Challa est doté des sens aiguisés, et possède une force et une agilité accrues. C'est un acrobate et un gymnaste exceptionnel. C'est par ailleurs un individu avec une intelligence proche du génie.
- Son costume comprend des bottes et des griffes rétractables en vibranium.

En tant que souverain du Wakanda, il a aussi accès à un équipement sophistiqué et aux ressources matérielles et scientifiques de son pays.

## Versions alternatives
Marvel Zombies, T'Challa est l'un des rares héros à avoir survécu au virus zombie qui a ravagé le monde et transformé la plupart des super-héros en morts-vivants assoiffés de chair humaine.
Il dirigera pendant quarante ans une petite communauté de survivants sur les ruines de New York, après le départ des zombies dans l'espace et aura un fils et un petit-fils. Mais son pouvoir est menacé par des complots. Il sera finalement assassiné par un traître, mais sauvé par la Guêpe (une zombie privée de ses instincts meurtriers et amie des survivants) qui le mord et le transforme en mort-vivant à son tour. Il arrivera cependant à lutter contre sa faim et fera face au retour des zombies sur Terre.

## Apparitions dans d'autres médias

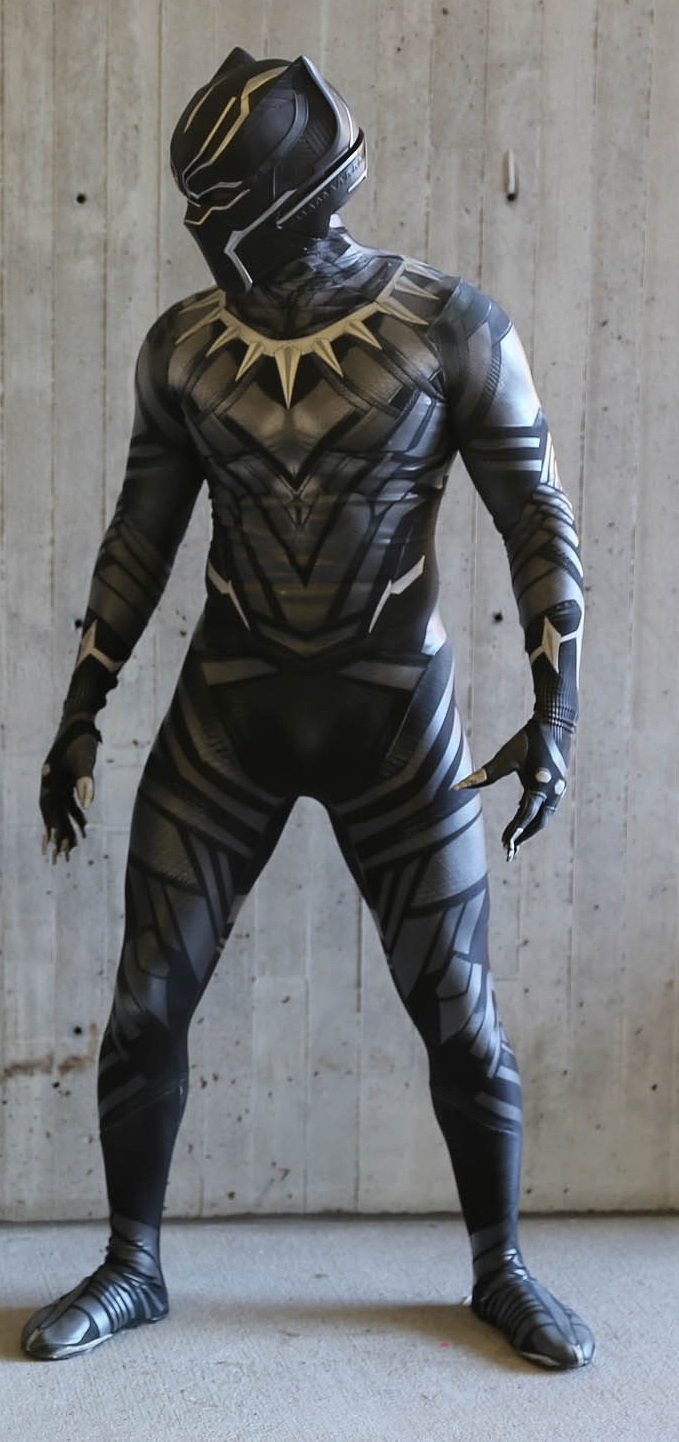
Cosplay de la Panthère noire tel qu'il apparaît dans l'univers cinématographique Marvel.

Sauf indication contraire, les informations mentionnées dans cette section peuvent être confirmées par la base de données cinématographiques IMDb,  présente dans la section « Liens externes ».

### Cinéma
Films d'animation
- 2006 : Ultimate Avengers 2
- 2008 : Next Avengers: Heroes of Tomorrow (flashbacks)

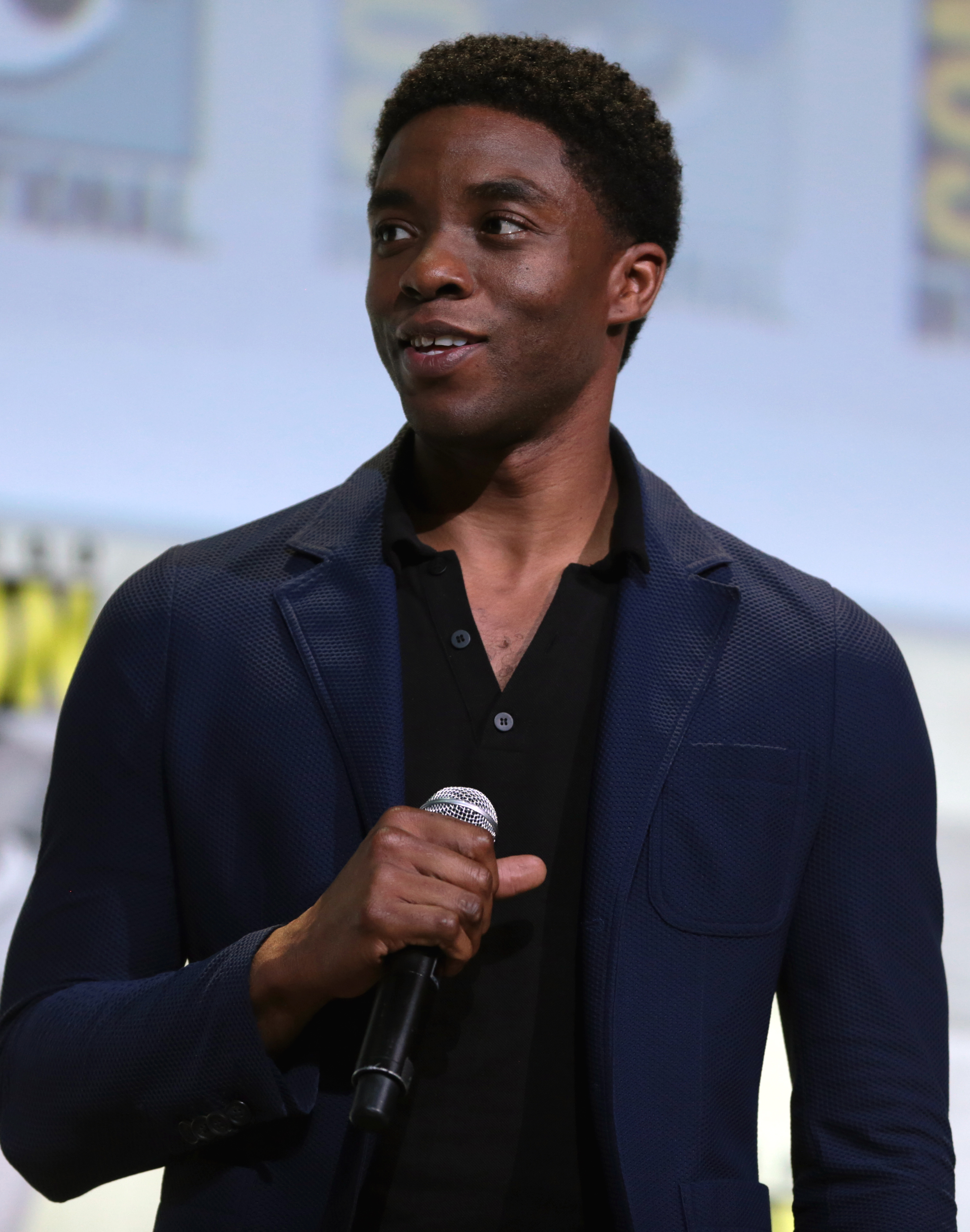
L'acteur Chadwick Boseman incarne T'Challa dans les films de l'univers cinématographique Marvel.

Interprété par Chadwick Boseman dans l'univers cinématographique Marvel
- 2016 : Captain America: Civil War réalisé par les frères Anthony et Joe Russo

À Vienne lors de la signature des accords de Sokovie par les membres de l'ONU, T'Challa accompagne son père T'Chaka. Mais une bombe a explosé dans l'enceinte tuant T'Chaka. T'Challa décide alors de venger son père et prend part à la recherche du Soldat de l'hiver soupçonné d'être l'auteur de l'attentat.
- 2018 : Black Panther réalisé par Ryan Coogler[2]

T'Challa retourne au Wakanda pour y être sacré roi. Il retrouve la trace d'Ulysses Klaue, un trafiquant sud-africain qui a dérobé une grande quantité de vibranium plusieurs années auparavant, et va alors être opposé à Killmonger, un ex-soldat brutal souhaitant se venger du roi du Wakanda.
- 2018 : Avengers: Infinity War réalisé par les frères Anthony et Joe Russo

Alors que le conflit contre Thanos pour récupérer les Pierres d'infinité commence, T'Challa recueille les Avengers (Captain America, Falcon, Black Widow, Hulk, Vision, Wanda Maximoff) pour protéger la Pierre de l'Esprit et lève l'armée du Wakanda pour la bataille à venir. Mais la bataille se termine avec Thanos qui récupère la Pierre de l'Esprit (la dernière qui lui manquait) et en un claquement de doigt élimine la moitié des êtres de l'univers (dont T'Challa).
- 2019 : Avengers: Endgame réalisé par les frères Anthony et Joe Russo

Ramené à la vie, T'Challa, accompagné de son armée, revient prêter main-forte aux Avengers pour la bataille finale contre Thanos.
- 2022 : Black Panther: Wakanda Forever réalisé par Ryan Coogler

T'Challa meurt d'une maladie inconnue foudroyante au début du film alors que Shuri tentait de synthétiser de l'herbe-coeur pour le guérir. On assiste à ses funérailles. Il réapparaît en flashbacks vers la fin du film lorsque Shuri se souvient de lui. Elle découvre également qu'il a eu un fils qu'il voulait tenir éloigné du trône.

### Télévision
- 1994 : Les Quatre Fantastiques (série d'animation)
- 1992-1997 : X-Men (série d'animation)
- 2009 : Black Panther (série d'animation produite par Black Entertainment Television)
- 2009-2012 : Iron Man: Armored Adventures (série d'animation)
- 2010-2012 : Avengers : L'Équipe des super-héros (série d'animation)
- 2021 : Spidey et ses amis extraordinaires (Spidey and His Amazing Friends) (série d'animation)

#### MCU
- 2021 : What If...? (série télévisée d'animation)
- 2024 : X-Men ’97 (série d'animation) T'Chaka / Black Panther, le roi du Wakanda. L'apparition du personnage crée une apparente erreur de continuité avec la série animée Les Quatre Fantastiques (1994-1996), dans laquelle il meurt et est remplacé par son fils T'Challa. Lors du développement de la première saison début 2021, Marvel Studios et son créateur Beau DeMayo ont estimé qu'il était trop tôt pour inclure T'Challa après le décès en août 2020 de Chadwick Boseman — qui incarnait T'Challa / Black Panther dans les films du Marvel Cinematic Universe (MCU) — et ont choisi de « faire passer l'humanité avant la continuité » en incarnant T'Chaka à la place.
- 2025 : Eyes of Wakanda (série d'animation) L'Intruse est la dernière Black Panther de sa temporalité, interprétée en VO par Anika Noni Rose.

### Jeux vidéo
- Marvel: Ultimate Alliance
- Marvel Ultimate Alliance 2: Fusion
- Lego Marvel Super Heroes
- Lego Marvel's Avengers (contenu additionnel)
- Marvel Puzzle Quest
- Marvel Heroes
- Marvel: Future Fight
- Marvel : Tournoi des Champions
- Disney Infinity 3.0
- Lego Marvel Super Heroes 2